# Diócesis de Kalamazoo
La diócesis de Kalamazoo (en latín: Dioecesis Kalamazuensis y en inglés: Roman Catholic Diocese of Kalamazoo) es una circunscripción eclesiástica de la Iglesia católica en Estados Unidos. Se trata de una diócesis latina, sufragánea de la arquidiócesis de Detroit. Desde el 25 de junio de 2023 su obispo es Edward Mark Lohse.

## Territorio y organización
La diócesis tiene 13 817 km² y extiende su jurisdicción sobre los fieles católicos de rito latino residentes en 9 condados del estado de Míchigan: Allegan, Van Buren, Berrien, Cass, St. Joseph, Kalamazoo, Branch, Calhoun y Barry.
La sede de la diócesis se encuentra en la ciudad de Kalamazoo, en donde se halla la Catedral de San Agustín.
En 2019 en la diócesis existían 46 parroquias agrupadas en 5 decanatos.

## Historia
La diócesis fue erigida el 19 de diciembre de 1970 con la bula Qui universae del papa Pablo VI, obteniendo el territorio de las diócesis de Grand Rapids y de Lansing.

## Estadísticas
Según el Anuario Pontificio 2020 la diócesis tenía a fines de 2019 un total de 95 831 fieles bautizados.
| Año                                                                             | Población            | Población | Población      | Sacerdotes | Sacerdotes    | Sacerdotes    | Bautizados por sacerdote | Diáconos permanentes | Religiosos | Religiosos | Parroquias |
| Año                                                                             | Bautizados católicos | Total     | % de católicos | Total      | Clero secular | Clero regular | Bautizados por sacerdote | Diáconos permanentes | Varones    | Mujeres    | Parroquias |
| ------------------------------------------------------------------------------- | -------------------- | --------- | -------------- | ---------- | ------------- | ------------- | ------------------------ | -------------------- | ---------- | ---------- | ---------- |
| 1976                                                                            | 88 817               | 796 912   | 11.1           | 94         | 61            | 33            | 944                      | 2                    | 46         | 350        | 45         |
| 1980                                                                            | 91 950               | 808 000   | 11.4           | 85         | 53            | 32            | 1081                     | 11                   | 40         | 318        | 46         |
| 1990                                                                            | 96 924               | 877 000   | 11.1           | 79         | 63            | 16            | 1226                     | 17                   | 27         | 279        | 60         |
| 1999                                                                            | 114 632              | 912 044   | 12.6           | 69         | 55            | 14            | 1661                     | 17                   | 7          | 217        | 46         |
| 2000                                                                            | 117 004              | 916 359   | 12.8           | 75         | 63            | 12            | 1560                     | 22                   | 15         | 196        | 46         |
| 2001                                                                            | 117 523              | 917 327   | 12.8           | 74         | 61            | 13            | 1588                     | 20                   | 16         | 155        | 46         |
| 2002                                                                            | 116 740              | 937 037   | 12.5           | 74         | 62            | 12            | 1577                     | 20                   | 13         | 173        | 47         |
| 2003                                                                            | 118 452              | 940 352   | 12.6           | 67         | 58            | 9             | 1767                     | 28                   | 11         | 175        | 49         |
| 2004                                                                            | 117 088              | 940 352   | 12.5           | 72         | 60            | 12            | 1626                     | 27                   | 14         | 170        | 46         |
| 2006                                                                            | 109 348              | 954 564   | 11.5           | 75         | 63            | 12            | 1457                     | 25                   | 13         | 150        | 49         |
| 2011                                                                            | 106 200              | 950 990   | 11.2           | 68         | 59            | 9             | 1561                     | 35                   | 10         | 217        | 46         |
| 2013                                                                            | 109 358              | 964 000   | 11.3           | 72         | 60            | 12            | 1518                     | 45                   | 14         | 193        | 46         |
| 2016                                                                            | 101 568              | 953 355   | 10.7           | 71         | 62            | 9             | 1430                     | 42                   | 11         | 201        | 46         |
| 2019                                                                            | 95 831               | 959 496   | 10.0           | 73         | 59            | 14            | 1312                     | 54                   | 15         | 161        | 46         |
| Fuente: Catholic-Hierarchy, que a su vez toma los datos del Anuario Pontificio. |                      |           |                |            |               |               |                          |                      |            |            |            |

## Episcopologio
- Paul Vincent Donovan † (15 de junio de 1971-22 de noviembre de 1994 renunció)
- Alfred John Markiewicz † (22 de noviembre de 1994-9 de enero de 1997 falleció)
- James Albert Murray † (18 de noviembre de 1997-6 de abril de 2009 retirado)
- Paul Joseph Bradley,  (6 de abril de 2009-23 de mayo de 2023 retirado)
- Edward Mark Lohse, desde el 25 de junio de 2023